# Kovács Barna (matematikus)
Kovács Barna (Marosvásárhely, 1961. november 10. –) erdélyi magyar matematikus.

## Élete
1987-ben elvégezte a brassói egyetem gépészmérnöki szakát, majd 1994-ben a kolozsvári egyetem matematika szakát. Dinamikai rendszerek égi-mechanikai alkalmazásokkal című tézisével 2007-ben doktorált Kolozsváron a Babeş-Bolyai Tudományegyetemen. 
Első fokozatú informatikatanár.
1987–1990 között Szászrégenben,  1990–1992 között  pedig Marosvásárhelyen  mérnök, 1992–1993 között informatikatanár a Gh. Sincai Liceumban, 1993–1996 között a Bolyai Farkas Liceumban, 1996-tól az Al Papiu Ilarian Főgimnáziumban. 2003–2009 között a Marosvásárhelyi Orvosi és Gyógyszerészeti Egyetemen informatika és biostatisztika előadásokat tartott.

## Munkássága
Kutatási témái: numerikus módszerek, káoszelmélet, fejlett programozási nyelvek, biostatisztika.

### Tankönyvei
- Kovács, B., 2001, Informatika – Adatstruktúrák és programozási technikák. Ábel Kiadó, Kolozsvár, ISBN 973-8239-30-3.
- Kovács, B., 2003: Informatika – Gráfelmélet és objektumorientált programozás, Ábel Kiadó, Kolozsvár ISBN 973-8239-94-x.
- Kovács, B., 2006, Informatika – Programozás – Feladatok, tesztek Pascal példaprogramokkal, Kreativ Kiadó, Marosvásárhely, ISBN 973-7638-18-2.
- Kovács, B., Balázs, K., 2001: Informatika – Pascal programozási nyelv – Algoritmusok, Ábel Kiadó, Kolozsvár. ISBN 973-8239-32-X
- Kovács B. 2011 A biostatisztika elemei – Alkalmazások, Studium Alapítvány, Marosvásárhely ISBN 978-606-8349-04-6

### Válogatás cikkeiből
- Kovács., B, 2008 – 43. Sz Egyensúlyi zónák kaotikusságának vizsgálata a korlátozott háromtest problémában, konzervatív integrátorral megvalósított, FLI és SALI felületek, Műszaki Szemle.
- Kovács B., Oproiu T. 2007 About the accuracy and efficiency of some one-step and multi-step numerical integrators. Revue D’Analyse Numérique et le Théorie de l’Aproximation
- Kovács B., Petrila T. 2007 About the integration of a dynamical system with a conservative integrator. Application : the integration of the spatial restricted three body problem.. Revue D’Analyse Numérique et le Théorie de l’Aproximation
- Kovács, B., 2006: About The Efficiency of Fast Lyapunov Indicator Surfaces and Small Alignment Indicator Surfaces, Actual Problems in Celestial Mechanics and Dynamical Systems Cluj-Napoca 25-27 may 2006, PADEU 19, p. 221-236. ISBN 963-463-557-1.
- Kovács, B., 2001: Numerikus integrálási módszerek az égi mechanikában – A korlátozott háromtest probléma numerikus integrálása RODOSZ II, p. 23-34, Kriterion Bukaresti, Kolozsvár ISBN 973-26-0628-2.
- Kovács, B., 2003 : Konzervativ integrátorok az égi mechanikában – A korlátozott háromtest probléma integrálása konzervativ integrátorral RODOSZ IV, p. 84 – 93, Kriterion Kolozsvár, ISBN 973-26-0766-1.
- Kovács, B., 2004 : Prediktor-korrektor és konzervativ integrátorok az egi mechanikában – A korlátozott háromtest probléma integrálása predictor-korrektor és konzervativ integrátoral, 14th International Conference in Conputer Science and Education, Cluj–Napoca 25 – 28 march, proceeding, ISBN 973-86097-8-X.
- Kovács B., 2009 Chaos Detection of the Equilibrium Points of the Restricted Three Body Problem with FLI and SALI Surfaces, realized with a Conservative Integrator- 19th SzámOkt – International Conference on Computer Science – 8-11 October 2009 - ISSN 1842-4546
- Kovács B., Az F# programozás elemei – 21th SzámOkt – International Conference on Computer Science – 6-9 October 2011 - ISSN 1842-4546

### Kitüntetései
- 2002 – Békéscsabai Nemzetközi Informatikai Konferencia különdíj, a Kovács, B., Balázs, K.: Informatika – Pascal programozási nyelv – Algoritmusok tankönyvért
- 2004 – Apáczai-díj